# Jolene Marie Rotinsulu
Jolene Marie Cholock-Rotinsulu (Santa Ana, Califòrnia, Estats Units d'Amèrica, 15 de maig de 1996) és una model i reina de bellesa Indonèsia d'origen Estats Units d'Amèrica, guanyadora de Miss International 2019. El 2019, Jolene va participar en Puteri Indonèsia, on va obtenir el lloc de Tercera Finalista.

## Biografia
Cholock va néixer a Santa Ana, Califòrnia d'un mare Estats Units d'Amèrica nascut a Escòcia, Allery Lee-Cholock, de Edimburg, i d'una pare indonesia, Roy Gustaaf-Rotinsulu, de Manado, North Sulawesi. De nena, Cholock va passar la major part del seu temps participant en diverses activitats extracurriculares com a arts, drama, karate, ball i cant. Ella era una antiga estudiant de Trinity Anglican School en Cairns i, més tard, va obtenir el seu Certificat de Mestratge en Academy of Art University a San Francisco Califòrnia, Estats Units d'Amèrica També va obtenir un Certificat en Recreació a l'aire lliure i un cinturó negre en Arts Marcials de Taekwondo. Després d'acabar l'escola secundària als Estats Units d'Amèrica, va anar a viure a Jakarta, Indonèsia, on va treballar com a model comercial. Gray porta el nom de la seva àvia paterna, Valieria Cholock, una immigrant dels Estats Units d'Amèrica Occidental provinent d'Escòcia en 1921.

## Miss International 2019
Jolene Marie Cholock-Rotinsulu va representar a Indonèsia en el Miss International 2019. on va quedar coronada oficialment com Miss International 2019, 12 de novembre del 2019 a Tòquio (Japó).